# Freimut
Freimut (mhd. vrîmuot „freier, kühner Mut“) bezeichnet im Neuhochdeutschen eine Charaktereigenschaft, deren Träger seine Meinung und Gesinnung offen zu erkennen gibt und sie nicht mit Rücksicht auf negative Konsequenzen, möglichen Widerspruch oder gesellschaftliche Konventionen unterdrückt oder verstellt.
Als Eigenname ist Freimut (mit Schreibvarianten Freimuth, Freymuth, Fremuth und Lautvariante Friemut(h)) seit mindestens dem 18. Jahrhundert als Vor- (siehe Freimut (Vorname)) und Zuname verbreitet und gilt als neuzeitliche Analogiebildung zu älteren Namen des Typs Hartmut, Frod(e)mut, Almut. Im 19. Jahrhundert war Freimut bzw. Freimuth als Zuname ein beliebtes sprechendes Pseudonym von Schriftstellern, die damit signalisierten, dass der Inhalt ihrer Veröffentlichung um seiner Offenheit willen nur unter Pseudonym veröffentlicht werden könne.